# Kõbajalaid
Kõbajalaid est une île d'Estonie, la plus grande des îles Kõbajad dans le détroit de Suur väin (et).